# Шаймуратов, Артур Ришатович
Артур Ришатович Шаймуратов (13.07.1993)- российский спортсмен (шоссейный велоспорт). Чемпион России по велоспорту на шоссе в многодневной гонке среди юношей 1993—1994 г. р. (2009). 1-е место в общем зачете «Джиро ди Басиликата» (Giro di Basilicata) (в 2010 -, в 2011 -. Абсолютный победитель велогонки Капитонова (Тверь, 2012). Воспитанник «ЦОП-Агидель» (Уфа). Член молодёжной команды U23-21 команды «Итера-Катюша».
Мастер спорта России в велоспорт-шоссе (Приказ Минспорта от 09 июля 2012 г. № 5-нг)
Прозвище — «Арчи»